# Lockwood (Yorkshire du Nord)
Pour les articles homonymes, voir Lockwood.
Lockwood est une paroisse civile du Yorkshire du Nord, en Angleterre.